# ميتروبوليس (قصص مصورة)
ميتروبوليس (بالإنجليزية: Metropolis)‏ هي مدينة خيالية أمريكية تظهر في الكتب المصورة الذي ينشر عبر دي سي كومكس. أنها إحدى أكثر المدن الشهيرة, وهي المدينة التي يعيش فيها سوبرمان حالياً, وهي المدينة الوحيدة التي ظهرت في أفلام ومسلسلات سوبرمان الكرتونية.